# Крапива киевская
Крапива киевская (лат. Urtica kioviensis)  — вид травянистых растений рода Крапива (Urtica) семейства Крапивные (Urticaceae).

## Ботаническое описание
Многолетнее травянистое растение высотой 80—120 см. Стебли полегающие, многочисленные, со жгучими волосками.
Листья супротивные, цельные, продолговато-яйцевидной формы, с редкими жгучими волосками. Прилистники широкотреугольные, до 0,8 см шириной.
Соцветие  — метёлка; нижняя часть соцветия несёт только мужские цветки, а верхняя — только женские. Цветёт в июне — июле, а плодоносит в августе — сентябре.
Анемофил. Плод  — удлинённо-яйцевидный орешек. Размножение преимущественно вегетативное.

## Экология и распространение
Обитает в сырых заболоченных ясеневых и ольховых лесах, по берегам озёр.
В России встречается в Мордовии, Воронежской, Липецкой и Белгородской областях. Вне России обитает в Западной и Восточной Европе;
изолированные популяции имеются в Палестине

## Охранный статус
Занесена в Красные книги Воронежской и Липецкой областей. За рубежом охраняется в Белоруссии, Венгрии и Чехии.